# Yezoceryx
Yezoceryx is een geslacht van vliesvleugeligen (Hymenoptera) uit de familie van de gewone sluipwespen (Ichneumonidae). De wetenschappelijke naam werd voor het eerst geldig gepubliceerd door T. Uchida van de Keizerlijke Universiteit van Hokkaido in 1928.
Het is een vrij omvangrijk geslacht met soorten uit de Holarctische en Oriëntaalse gebieden. De meeste soorten zijn oriëntaals. Een soort komt voor in het Nearctisch gebied: Yezoceryx rupinsulensis (Cresson, 1870), die gekend is uit de Amerikaanse staten Michigan en Minnesota.

## Soorten
- Y. albimaculatus Sheng & Sun, 2010
- Y. amaryllyx Gauld, 1984
- Y. angulareolus Wang, 1993
- Y. angustus Chiu, 1971
- Y. apicicarinus Wang, 1993
- Y. apicipennis (Turner, 1919)
- Y. areolus Wang, 1993
- Y. biumbratus (Morley, 1913)
- Y. breviclypeus Wang, 1982
- Y. breviculus Wang, 1982
- Y. coelyx Gauld, 1984
- Y. continuus Chiu, 1971
- Y. corporalis Wang, 1982
- Y. cristaexcels Wang, 1982
- Y. choui Chiu, 1971
- Y. daqingshanensis Wang, 1982
- Y. dinyx Gauld, 1984
- Y. elatus Wang, 1982
- Y. emeiensis Wang, 1982
- Y. eurysternites Wang, 1982
- Y. ferrugineus (Cameron, 1899)
- Y. flavidus Chiu, 1971
- Y. flaviscutellum Wang, 1997
- Y. fui Chao, 1981
- Y. fulvus Wang, 1982
- Y. hengduanensis Wang, 1993
- Y. intermedius (Sonan, 1936)
- Y. iridicolor (Cameron, 1905)
- Y. isshikii (Uchida, 1929)
- Y. jilinensis Sheng & Sun, 2010
- Y. jinpingensis Wang, 1982
- Y. longiareolus Wang, 1982
- Y. luteus (Cameron, 1899)
- Y. maculataexcels Wang, 1993
- Y. maculatus Chao, 1981
- Y. melanothoractus Wang, 1982
- Y. montanus Chiu, 1971
- Y. monticola Chao, 1981
- Y. nebulosus Wang, 1982
- Y. nigricans (Cameron, 1899)
- Y. nigricephalus (Sonan, 1936)
- Y. nigrolineatus (Tosquinet, 1903)
- Y. nigroscutatus Wang, 1982
- Y. punctatus Chiu, 1971
- Y. purpuratus (Sonan, 1936)
- Y. qinlingensis Wang, 1993
- Y. rishiriensis (Uchida, 1934)
- Y. rupinsulensis (Cresson, 1870)
- Y. scutellaris Uchida, 1928
- Y. sonani Townes, Townes & Gupta, 1961
- Y. subcorporalis Wang, 1982
- Y. tantalyx Gauld, 1984
- Y. ternifolius Wang, 1993
- Y. testaceus (Tosquinet, 1903)
- Y. townesi Chiu, 1971
- Y. u-maculosus Wang, 1982
- Y. varicolor (Cushman, 1933)
- Y. walkleyae Momoi, 1968
- Y. wuyiensis Chao, 1981
- Y. xanthorius (Morley, 1913)